# Асбах (Вестервальд)
Асбах (нім. Asbach) — громада в районі Нойвід, земля Рейнланд-Пфальц, Німеччина. Офіційний код — 07 1 38 003.

## Населення
Населення громади становить 7410 осіб (станом на 31 грудня 2020).

## Клімат
В Асбаху морський клімат. Протягом року випадає значна кількість опадів, навіть під час найпосушливих місяців. Середньорічна температура — 8.8 °C. Середньорічна норма опадів — 952 мм.